# 南清河郡 (北魏)
南清河郡，中国北魏时设置的僑郡。
北魏節閔帝普泰元年（531年），分平原郡鄃、零、高唐三縣置南清河郡，屬濟州，治莒城。北齊文宣帝天保七年（556年），省併南清河郡及其所領鄃、零二縣，高唐縣改屬平原郡。

## 人口
- 東魏孝靜帝武定中（543年－550年），南清河郡有10135戶、13985口。[1]

## 南清河太守
- 房悅，字季欣，清河人，北魏節閔帝普泰元年（531年）出任。[3]
- 蘇瓊，字珍之，武強人，在郡六年。[4]